# Kostel Umučení svatého Jana Křtitele (Solnice)
Kostel Umučení svatého Jana Křtitele je římskokatolický farní kostel v Solnici, patřící do farnosti Solnice.

## Historie
Barokní kostel z let 1681–1686 byl upraven novobarokně v letech 1869–1870.

## Vybavení

### Varhany
Varhany z roku 1910 jsou dílem rakouského varhanáře Franze Josefa Swobody.

## Bohoslužby
Vzhledem k havarijnímu stavu je do kostela vstup zakázán a bohoslužby se konají v kapli na faře.